# 세인트조지스 (버뮤다)
세인트조지스(영어: St. George's)는 버뮤다의 도시로 인구는 1,527명(2016년 기준)이다. 카리브해에 위치한 영국의 해외 영토이다.
1612년 잉글랜드인들에 의해 "뉴런던"(New London)이라는 이름의 마을이 건설되었으며 세인트존스, 제임스타운에 이어 영국이 북아메리카에 세운 세 번째 정착촌이 되었다. 1815년 버뮤다의 수도가 해밀턴으로 이전하기 전까지 항구 도시로 크게 성장했다. 2000년 세인트조지스 역사 지구와 요새가 유네스코 세계유산으로 지정되었다.